# Allan Hewson
Pour les articles homonymes, voir Hewson.
Pas d'image ? Cliquez ici

a Compétitions nationales et continentales officielles uniquement.

b Matchs officiels uniquement.
Dernière mise à jour le 14 septembre 2022.
 Allan Roy Hewson, né le 6 juin 1954 à Lower Hutt (Nouvelle-Zélande), est un joueur de rugby à XV qui a joué avec l'équipe de Nouvelle-Zélande. Il évoluait au poste d'arrière (1,80 m pour 73 kg). 

## Carrière
Il a disputé son premier test match avec l'équipe de Nouvelle-Zélande le 13 juin 1981, à l’occasion d’un match contre l'Écosse. Il disputa son dernier « test match » contre l'Australie, le 21 juillet 1984. 
Hewson a marqué 357 points pour les All-Blacks dont 201 en test match.

## Palmarès
- Nombre de test matchs avec les Blacks :  19
- Nombre total de matchs avec les Blacks :  34
- Test matchs par année :  8 en 1981, 3 en 1982, 5 en 1983, 3 en 1984